# 細川隆元
細川 隆元（ほそかわ りゅうげん、1900年〈明治33年〉1月17日 - 1994年〈平成6年〉12月19日）は、日本の政治評論家、衆議院議員。熊本県熊本市出身。

## プロフィール
中学濟々黌、旧制第五高等学校大学予科（現熊本大学）を経て1923年、東京帝国大学法学部を卒業、同年朝日新聞社に入社する。記者を務め1936年政治部長、1940年ニューヨーク支局長、1944年編集局長。
1947年朝日新聞社に在籍したまま熊本県知事選に出馬するも落選した。同年、朝日新聞を退社して日本国憲法成立直後の第23回衆議院議員総選挙で日本社会党から熊本2区から出馬して初当選、衆議院議員を1期務めた。
その後、政治評論家に転身し1957年から始まったTBSの『時事放談』で小汀利得（後に藤原弘達）とホストを務めた。歯に衣着せない毒舌で影響力を誇り、番組においては総理大臣に対しても「君」付けで呼び、特に保守本流の立場での言動が目立った。ビートルズ来日の際には日本武道館を会場とすることに対して、小汀とともに、ファンの少年少女を批判する言論を張り、彼らを「コジキ芸人」と罵倒した。
1967年東京都知事選挙では、松下正寿の支持した。
名前の「隆元」の本当の読み方はタカチカだが、1947年に初めて選挙に出たときに、友人からの勧めでタカモトとした。しかし、その後、衆院議員の保利茂の家へ電話をかけた際、「細川タカモト」と名乗るも、保利は彼の名前をリュウゲンだと思い込んでおり、すぐに気づいてもらえなかった。これをきっかけにリュウゲンを名乗ることにし、マスコミへもその旨を葉書で伝えたという。
1994年12月19日、脳梗塞のため94歳で死去。

## 著書
- 『昭和人物史――政治と人脈』（文藝春秋新社, 1956年）
- 『大狸小狸』（信友社，1957年）
- 『実録朝日新聞』（中央公論社，1958年）
- 『田中義一　三代宰相列伝』（時事通信社，1958年、新版1985年）
- 『現代の政治家 政界のホープ五十人』（雪華社，1960年）
- 『朝日新聞外史 騒動の内幕』（秋田書店，1965年）
- 『戦後日本をダメにした学者・文化人』（山手書房，1978年）
- 『隆元のはだか交友録――時事放談こぼれ話』（山手書房，1978年、改訂版1983年）
- 『隆元のわが宰相論――戦後歴代総理の政治を語る』（山手書房，1978年）
- 『男でござる――暴れん坊一代記』風の巻、龍の巻（山手書房，1981年）
- 『天皇陛下と語る』（山手書房，1982年）
- 『隆元の一九八四年　心残りで死にきれん』（山手書房，1984年）

### 共著
- 『時事放談「四人組」の大放談』藤原弘達、土屋清、加藤寛共著（山手書房，1979年）
- 『隆元・弘達の実録「時事放談」うらおもて』藤原弘達との対談（山手書房, 1979年）
- 『対話こそ人生だ――隆元さわやか対談集』（山手書房, 1980年）
- 『生存か滅亡か 岐路に立つ日本』藤原弘達、土屋清、加藤寛共著（山手書房，1981年）
- 『世相は踊る 時事巷談 黙っていては悪がはびこる』斎藤栄三郎共著（通産新報社出版局，1981年）
- 『黙っておれるか』竹村健一共著（山手書房，1981年）
- 『隆元・先端技術に挑む―牧野昇がすべてに答える』牧野昇との対談（山手書房，1983年、集英社文庫，1985年）
- 『耐えてこそ勝つ 人を活かし企業を活かす』坪内寿夫共著（山手書房，1984年）
- 『ちょっと待て先端技術―21世紀、人間は幸福になれるのか』牧野昇との対談（山手書房，1984年、集英社文庫，1985年）

## 縁戚
- 戦国武将である細川忠興の嫡男（後に廃嫡）忠隆の末裔である（代わって家督を継いだ弟で忠興の三男である忠利の系図上の末裔が元内閣総理大臣・細川護熙である[注釈 1]）。政治評論家・細川隆一郎は甥、政治評論家・細川隆三はその息子、ジャーナリスト・細川珠生はその娘にあたる。

## テレビ出演
- 時事放談（TBS系）
- 第14回NHK紅白歌合戦（1963年12月31日、NHK総合・ラジオ第1） - 審査員